# Саобраћај у Немачкој
Република Немачка спада у велике земље Европе, које се пружају кроз више важних европских географских области (Северна европска низија, Област Алпа, Подунавље, долина Рајне, Балтик) и представља праву „раскрсницу“ европских саобраћајних коридора. Саобраћај у Немачкој је веома развијен, па су многе природне препреке, попут Алпа, већ одавно савладане.
Немачка има развијен друмски, железнички, ваздушни и водни саобраћај. Најважнија саобраћајна чворишта су велики немачки градови, попут престонице Берлина, Франкфурта, Минхена, Хамбурга или Келна.

## Железнички саобраћај
Државно предузеће надлежно за железницу су "Немачке железнице". Поред овог главног предузећа постоји и око 150 мањих, обично на нивоу области и савезних држава. Будући да су ова мања предузећа често потпомогнута од месних власти, имају знатно нижу цену превоза него"Немачке железнице", које су приватно предузеће под управом државе.
Укупна дужина железничке мреже стандардног колосека у Немачкој је 40.826 km (1998. године), од чега је електрификовано је 14.253 km железнице. Постојеће пруге двоструког или вишеструког колосека дуге су укупно 14.768 km. У току је изградња прве линије супербрзих железница попут француског ТЖВа до Штутгарта.
Постоји неколико врсти превоза железницом:
- ИЦЕ воз (InterCityExpress) - брзи воз између великих немачких градова или између немачких градова и градовазападне Европе (најчешће до Цириха, Беча, Амстердама и Брисела);
- ЕЦ воз (EuroCity) - међународни воз;
- ИЦ воз (InterCity) - државни воз између великих немачких градова;
- ЕН воз (EuroNight) - међународни ноћни воз између великих градова;
- ДБ воз (NachtZug) - државни или међународни ноћни воз између великих градова;
- УЕ воз (rlaubsExpress) - државни ноћни воз до Алпа или Балтика током празничних дана;

Од њих најважније железничке линије су:
- Берлин - Магдебург - Хановер - Оснабрик - граница са Холандијом (ка Амстердаму)
- граница са Холандијом (од Амстердама) - Дуизбург - Диселдорф - Келн - Франкфурт на Мајни - Нирнберг - Регензбург - граница са Аустријом (ка Бечу)
- Хамбург - Либек - граница са Данском (ка Копенхагену)
- Берлин - Франкфурт на Одри - граница са Пољском (ка Варшави)
- Берлин - Дрезден - граница са Чешком (ка Прагу)
- Франкфурт на Мајни - Манхајм - Карлсруе - граница са Француској (ка Стразбуру и Базелу)
- Берлин - Лајпциг - Нирнберг - Минхен - граница са Аустријом (ка Верони)
- граница са Француској (од Стразбура) - Штутгарт - Улм - Минхен - граница са Аустријом (ка Салцбургу)
- Хамбург - Оснабрик - Есен - Дуизбург

Највећа железничка чворишта су велики градови. Ови градови имају и веома развијен систем градске железнице са више типова:
- Градска надземна железница (S-Bahn) - поседује је велики број градова, а у Рурској области служи за међуградски превоз
- Градска подземна железница (S-Bahn, метро) - Берлин, Хамбург, Франкфурт на Мајни, Минхен, Нирнберг
- трамвајска мрежа - поседује је велики број градова

Железничка веза са суседним земљама:
- Пољска - да
- Чешка - да
- Аустрија - да
- Швајцарска - да
- Француска - да
- Луксембург - да
- Белгија - да
- Холандија - да
- Данска - да

## Друмски саобраћај
Погледати: Ауто-путеви у Немачкој
Укупна дужина друмских путева у Немачкој је 656.140 km, од тога 650.891 km (преко 99%) са чврстом подлогом. Дужина ауто-путева је огромна, што је и особено за густо насељене земље попут Немачке. Немачка је прва земља која је градила ауто-путеве (први отворен 1932. између Келна и Бона), а данас их има на дестине. Чести су и ауто-путеви са три коловозне траке у једном смеру. Током протеклих 20 година ауто-путна мрежа је значајно проширена, нарочито на заосталијем Истоку, а и у будућности се очекује изградња нових деоница. И путна мрежа нижег ранга је високог стандаррда и веома густа.
Данашњи државни ауто-путеви повезују све важније градове у држави и окружењу. Многи ауто-путеви прате линије главних железница. Они се углавном пружају трасама Европских коридора, а носе двозначне називе „А+број“, при чему су од А1 до А10 државни ауто-путеви, а од А11 до А99 покрајински. Број је велик, јер су многи од њих веома кратки и везују суседне градове. Поред класичних ауто-путева постоји и кружни ауто-путеви око великих градова ("прстени").
Најважнији државни ауто-путеви су:
- Ауто-пут А1, граница са Данском (Ферибот) - Либек - Хамбург - Бремен - Оснабрик - Минстер - Дортмунд - Келн - Сарбрикен - граница са Француском, укупна дужина 730 km.
- Ауто-пут А2, Оберхаузен - Дортмунд - Билефелд - Хановер - Магдебург - Берлин, укупна дужина 486 km.
- Ауто-пут А3, граница са Холандијом - Оберхаузен - Дуизбург - Келн - Визбаден - Франкфурт на Мајни - Вирцбург - Нирнберг - Регенсбург - Пасау - граница са Аустријом, укупна дужина 778 km.
- Ауто-пут А4, граница са Белгијом - Ахен - Келн - Ерфурт - Кемниц - Дрезден - граница са Пољском, укупна дужина 533 km.
- Ауто-пут А5, Хатенбах - Франкфурт на Мајни - Хајделберг - Карлсруе - Фрајбург - граница са Швајцарском, укупна дужина 445 km.
- Ауто-пут А6, граница са Француском - Сарбрикен - Манхајм - Нирнберг - Амберг - граница са Чешком, укупна дужина 432 km.
- Ауто-пут А7, граница са Данском - Хамбург - Гетинген - Касел - Вирцбург - Улм - граница са Аустријом, укупна дужина 935 km.
- Ауто-пут А8, граница са Луксембургом - Трир - Карлсруе - Штутгарт - Улм - Аугзбург - Минхен - граница са Аустријом, укупна дужина 497 km.
- Ауто-пут А9, Потсдам - Лајпциг - Нирнберг - Инголштат - Минхен, укупна дужина 529 km.
- Ауто-пут А10, кружни ауто-пут ("прстен") око Берлина, укупна дужина 196 km.

## Водени саобраћај
Немачка је приморска земља, излази на два мора и поседује велике луке, најчешће смештене на проширена ушћа већих река у море. Најважнија лука је Хамбург, највећа лука средње Европе, налази се на месту где Лаба утиче у Северно море. То је друга лука по промету у Европи, а седма на свету. Поред хамабуршке луке, велике и значајне луке су и: Бремен са Бременхафеном, Емден на Северном мору, и Кил, Либек, Росток, Шверин, Штралсунд на Балтику. За поморски саобраћај посебно је значаја Килски канал, којим је могућ бржи и краћи промет између већ споменутих мора на која излази Немачка.
Поред поморског саобраћаја Немачка се може још више похвалити веома развијеним речним и каналским саобраћајем. Свака немачка река која је имала услове да постане пловна постала је људских радом, а тамо где то није било могуће прокопавани су вештачки канали. Неки су били права градитељска дела, попут веома познатом Канала Дунав-Рајна-Мајна, којим су повезана Северно и Црно море. Поред овог канал постоје многобројни мањи канали, нарочито у низијском делу земље.
Река Рајна сматра се „кичмом“ Немачке, јер пролази кроз најнасељенији и привредно најбитнији део земље и кроз неколико најважнијих градова и градских подручја (Рур, област великог Франкфурта, област великог Карлсруеа), а најважније њене луке су Карлсруе, Фрајбург, Манхајм, Визбаден, Кобленц, Келн, Дуизбург. Данас је саобраћај на реци толико густ, да се може сматрати преоптерећеним.
Друга река Дунав, као важан паневропски пловни пут (Коридор 7), повезује Немачку са облашћу Црног мора и Балкана. Највећа тешкоћа је што Дунав протиче својим горњим током, па добрим делом није погодан за веће бродове. Важне немачке луке на Дунаву су: Улм, Регензбург, Пасау. Дунав је такође важна туристичка маршрута у Немачкој и данас је све више марина и других туристичких садржаја дуж његових обала.
Реке Лаба и Одра су важније за источни део земље и за везу са Пољском и Чешком. На Лаби се налазе луке попут Хамбурга, Магдебурга и Дрездена. Једина већа лука на пограничној Одри је Франкфурт на Одри. Берлин, као град смештен близу обеју река, повезан је са њима бројним каналима.
Језерски саобраћај има мањи значај и обично је повезан са туристичким потребама.

## Гасоводи и нафтоводи
Нафтовод: Дужина токова је 2.500 km.
Гасовод: Дужина токова је 25.000 km.

## Ваздушни транспорт
Погледати: Аеродроми у Немачкој
У Немачкој постоји много авио-компанија, од којих је најпознатија Луфтханза, једна од највећих на свету.
У држави постоји чак 615 званично уписаних аеродрома (1999. године), али је од њих 320 са тврдом подлогом. 22 аеродрома су са чврстом подлогом, аод њих 48 има IATA код (IATA Airport Code) и, самим тим, међународни значај. Постоји и неколико аеродрома европског и светског значаја (тзв. „хабови") и то су:
- Међународни Аеродром Франкфурт у Франкфурту - FRA
- Међународни Аеродром Минхен у Минхену - MUC
- Међународни Аеродром Берлин-Шенефелд у Берлину - SXF
- Међународни Аеродром Берлин-Тегел у Берлину - TXL
- Међународни Аеродром Берлин-Темпелхоф у Берлину - THF
- Аеродром Келн-Бон између Келна и Бона - CGN
- Међународни Аеродром Хамбург, познат и као „Фулсбател“, у Хамбургу - HAM
- Међународни Аеродром Штутгарт, познат и као „Ехтердинген“, у Штутгарту - STR
- Међународни Аеродром Диселдорф у Диселдорфу - DUS
- Међународни Аеродром Хановер, познат и као „Лангенхаген“, у Хановеру - HAJ

Највећи и најважнији аеродром у земљи је франкфуртски Међународни аеродром Франкфурт. Због свог изваредног положаја у Европи он је трећи европски аеродром по промету, а седми у целом свету. Посебно вредан податак је да је ово први аеродром по броју интерконтитенталних летова. Сходно томе, аеродром је огроман и има више терминала.
После њега најзначајнији је Међународни Аеродром у Минхену. Берлин има чак три аеродрома, што им сваком појединачно умањује не тако мали значај. За разлику од њих постоји и низ малих аеродрома. Добар део њих је у близини туристичких центара, па обично су оптерећени сезонски и то највише туристима.
У Немачкој постоји и 59 хелиодрома.